# David Mitrany
David Mitrany (1888 – 25 de juliol de 1975), nascut a Romania i naturalitzat britànic, és conegut pels seus treballs sobre el funcionalisme, que s'inscriu en el corrent liberal idealista de les relacions internacionals originat per Kant i posteriorment Woodrow Wilson. Professor d'economia internacional, ensenyà a Harvard, la universitat Yale i a Princeton, però es distingí de la majoria de teòrics funcionalistes per haver exercit més activitat com a periodista, conseller i analista de política estrangera que a la universitat. La seva obra principal es titula A Working Peace System. An Argument for the Functional Development of International Organization (1943).

## Estudis i vida professional
Mitrany marxà de Romania el 1908 i primer s'instal·là a Hamburg. Tres anys més tard, anà a Londres, on estudià a la London School of Economics i obtingué un diploma d'economia el 1918 i un doctorat el 1929. Hi rebé particularment la influència intel·lectual de Leonard T. Hobhouse i Graham Wallas. A partir del 1914 treballà a l'Oficina d'Afers Estrangers i, a la sol·licitud de les autoritats britàniques, fou assignat a la Legació de Romania a Londres. Seguidament esdevingué responsable del Departement de Relacions Exteriors del diari The Manchester Guardian (1919-1922).
El 1922, a proposta de Graham Wallas, Mitrany ingressà a la International Peace Foundation, on participà, després del 1945, en l'elaboració d'una sèrie de volums sobre la història social i econòmica de la Segona Guerra Mundial. Entrà en contacte amb el medi universitari estatunidenc i esdevingué visiting professor a Harvard i Yale entre el 1931 i el 1933, abans d'ingressar a l'Institute for Advanced Study de Princeton (Nova Jersey), on romangué fins al 1958.
Durant la Segona Guerra Mundial participà en un grup d'anàlisi dirigit pel Royal Institute of internacional Affairs i treballà exclusivament per a l'Oficina d'Afers Estrangers (1939-1942). Fou igualment conseller estranger de la Unilever Company del 1944 al 1960.

## Activitat editorial
Les obres més importants del període d'entreguerres signades per Mitrany foren:
- Problems of International Sanctions (1925)
- Marx versus the Peasant (1927)
- The Land&the Peasant in Rumania. The War and Agrarian Reform (1917-21) (1930)
- Progress of International Government (1933)
- The Effects of War in South-Eastern Europe (1936)

La seva obra principal, A Working Peace System. An Argument for the Functional Development of International Organization (1943), és sovint citat com l'expressió de la seva concepció funcionalista de les relacions internacionals. De fet, les idees funcionalistes eren exposades per David Mitrany des del 1932, a les seves classes de Yale, conferències que foren publicades a Progress of internacional Government (1933).
David Mitrany no fou el creador de la teoria funcionalista de les relacions internacionals, sinó la persona que fou caçar de compilar i elaborar diferents hipòtesis d'aquest enfocament que havien sigut expressades anteriorment per autors com ara G.D.H. Cole, L.T. Hobhouse, L. Woolf, J. A. Hobson.

## Publicacions de David Mitrany
- Romania, her history and politics (1915)
- Greater Romania: a study in national ideals (1917)
- The problem of international sanctions (1925)
- The land and the peasant in Romania: the War and agrarian reform, 1917-1921 (1930)
- The progress of international government (1933)
- The effect of the War in south eastern Europe (1936)
- A working peace system (1943)
- The road to security (1944)
- American interpretations (1946)
- World unity and the nations (1950)
- Marx against the peasant: a study in social dogmatism (1951)
- Food and freedom (1954)
- The functional theory of politics (1975)

## Publicacions sobre David Mitrany
- Mihai Alexandrescu, David Mitrany. From Federalism to Functionalism, in: Transylvanian Review, 16 (2007), No. 1.
- Mihai Alexandrescu, David Mitrany. Viaţa şi opera, în Nicolae Păun (coord.), Actualitatea mesajului fondatorilor Uniunii Europene, EFES, Cluj-Napoca, 2006
- Mihai Alexandrescu, Câteva date de demografie a României de la începutul secolului al XX-lea, prezentate de David Mitrany, în Ioan Bolovan, Cornelia Mureşan, Mihaela Hărănguş, Perspective demografice, istorice şi sociologice. Studii de populaţie, Presa Universtiară Clujeană, 2008
- Gerhard Michael Ambrosi, David Mitranys Funktionalismus als analytische Grundlage wirtschaftlicher und politischer Neuordnungen in Europa, in Harald Hageman (Hg.): Die deutschsprachige wirtschaftswisseschaftliche Emigration nach 1933, Metropolis-Verlag, Marburg, 1996.
- Gerhard Michael Ambrosi, Keynes and Mitrany as instigators of European Governance, in Millenium III, No. 12/13, Summer 2005
- Dorothy Anderson, David Mitrany (1888-1975). An appreciation of his life and work, In: Review of International Studies, 24 (1998).
- Lucian Ashworth, Creating International Studies. Angell, Mitrany and the Liberal Tradition, Aldershot 1999.
- Per A. Hammarlund, Liberal Internationalism and the Decline of the State. The Thought of Richard Cobden, David Mitrany, and Kenichi Ohmae, New York 2005.
- Cornelia Navari, David Mitrany and International Functionalism, in David Long and Peter Wilson (ed.) Thinkers of the Twenty Years' Crisis. Inter-War Idealism Reassessed, Clarendon Press, Oxford, 1995